# Indotipula yamata
Indotipula yamata är en tvåvingeart. Indotipula yamata ingår i släktet Indotipula och familjen storharkrankar.

## Underarter
Arten delas in i följande underarter:
- I. y. subyamata
- I. y. yamata